# Chapelle Notre-Dame de la Certenue
La chapelle Notre-Dame de la Certenue, du nom de l'éminence du même nom (massif boisé culminant à 646 mètres), est implantée sur le territoire de la commune de Mesvres.

## Historique
La chapelle actuelle est le résultat d'une reconstruction due en 1675 à Françoise de Rabutin-Chantal, comtesse de Toulongeon, et fut visitée en 1677 par la nièce de celle-ci, la marquise de Sévigné.

## Description
Elle s'élève au centre d'une ancienne cour de ferme, plate-forme circulaire sur laquelle existait, dans les temps reculés, une cella.
À quelques pas du sanctuaire, un sentier conduit à la fameuse fontaine surmontée d'une croix de bois, réputée miraculeuse : une eau très pure y coule, que le pèlerin doit boire autant qu'il le peut afin d'être plus sûrement miraculé (« Ses eaux enlèvent la fièvre aux croyants. » rapporte la tradition).